# Oscar Bie
Oscar Bie, född 9 februari 1864 i Breslau, död 21 april 1938 i Berlin, var en tysk konst- och musiksskriftställare.
Bie studerade musik för Philipp Scharwenka, blev filosofie doktor 1886 och privatdocent i konsthistoria vid tekniska högskolan i Berlin 1890 samt redigerade 1894–1920 Neue Rundschau. Han skrev bland annat Klavier und seine Meister (1898, flera upplagor), Intime Musik (1904), Die Wand und ihre künstlerische Behandlung (1904), Tanzmusik (1905), Der Tanz (1906, 1925), Die moderne Musik und Richard Strauss (1906), Klavier, Orgel und Harmonium (1910. 1921), Die Oper (1913, 1923) och Das deutsche Lied (1926).